# 諾沃克 (愛荷華州)
諾沃克（英語：Norwalk）是一個位於美國愛荷華州沃倫縣和波爾克縣的城市。

## 地理
諾沃克的座標為41°29′00″N 93°40′43″W / 41.48333°N 93.67861°W，而該地的平均海拔高度為288米（即945英尺）。

## 人口
根據2010年美國人口普查的數據，諾沃克的面積為28.72平方千米，當中陸地面積為27.82平方千米，而水域面積為0.90平方千米。當地共有人口8945人，而人口密度為每平方千米311人。